# Бабінгтоніт
Бабінгтоніт — кальцій-залізо-марганцевий мінерал, іносилікат з формулою Ca2(Fe,Mn)FeSi5O14(OH). Незвично те, що залізо(III) повністю заміщує типовий для силікатних мінералів алюміній. Це дуже темно-зелений або чорний напівпрозорий (у вигляді тонких кристалів або осколків) мінерал, що кристалізується в триклінній системі з типово радіальними короткими призматичними скупченнями та друзовими покриттями. Він трапляється з мінералами цеоліту в порожнинах вулканічних порід. Бабінгтоніт містить як залізо(II), так і залізо(III) і проявляє слабкий магнетизм. Має твердість за шкалою Мооса від 5,5 до 6 та питому вагу 3,3.
Вперше мінерал описано в 1824 році за зразками з Арендала (Еуст-Агдер, Норвегія), що є його типовою місцевістю, та названо на честь ірландського лікаря та мінералога Вільяма Бабінгтона (1757—1833).
Бабінгтоніт — офіційний мінерал (мінеральна емблема) Массачусетсу. Перше опубліковане повідомлення про бабінгтоніт у Массачусетсі було зроблене Френсісом Алджером у 1844 році, який приписав Томасу Наттоллу відкриття його в Чарлстауні (нині Сомервілл). Місцем знахідки був кар'єр «Граніт-стріт», раніше відомий як кар'єр «Мілк-Роу».

## Галерея

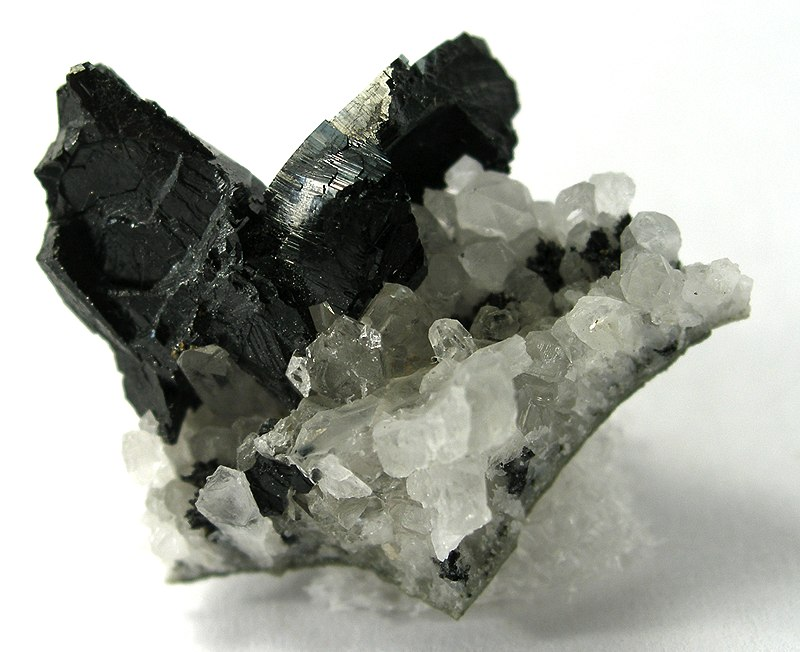
Чорний бабінгтоніт з кар'єру "Лейн", Нортфілд, округ Франклін, штат Массачусетс, США
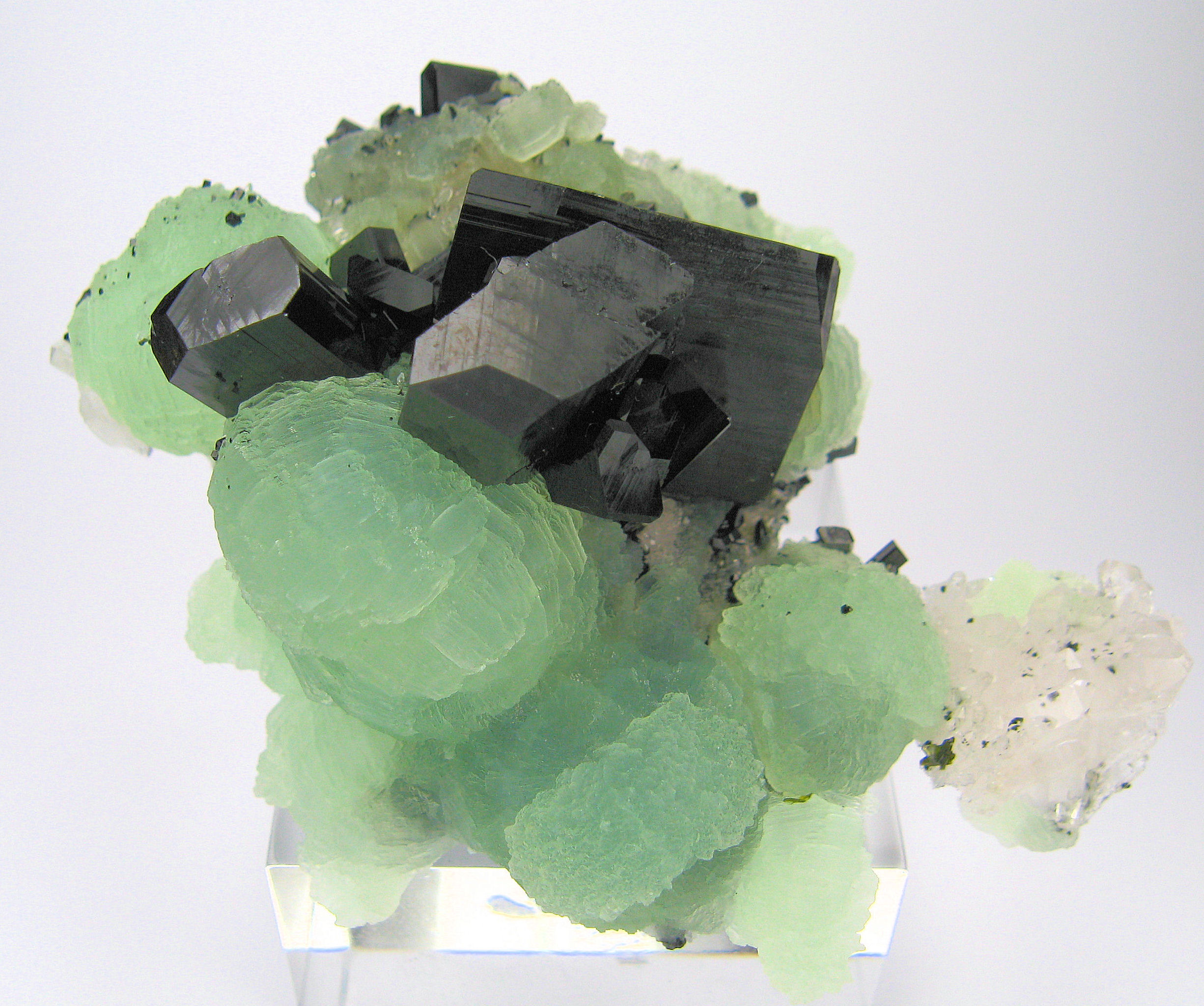
Триклінні кристали бабінгтоніту з пренітом (Цяоцзя, Чжаотун, Юньнань, КНР)
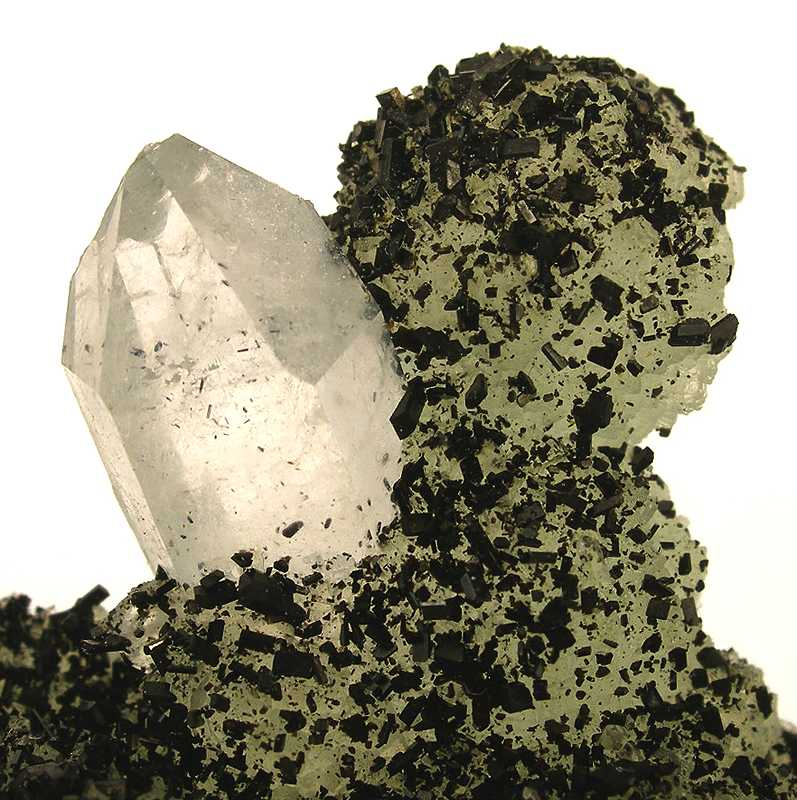
Чорний бабінгтоніт, що покриває матрицю з ботриоїдального, зеленого преніту та великого безбарвного кристала кварцу.
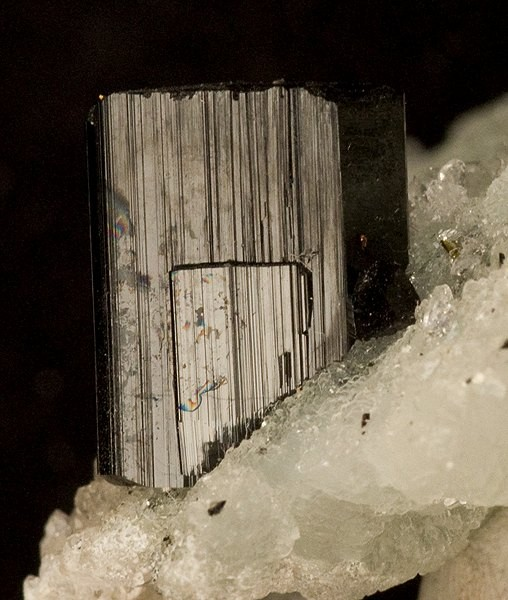
Бабінгтоніт (темний) на преніті, Цяоцзя, провінція Юньнань, КНР